# Merry Christmas (sang)
"Merry Christmas" er en sang af de engelske singer-songwritere Ed Sheeran og Elton John. Den blev udgivet via Asylum og Atlantic Records som single den 3. december 2021. Sangen optræder på juleudgaven af Johns samarbejdsalbum, The Lockdown Sessions, og optrådte på den nu fjernede version af Sheerans femte studiealbum, =. Sheeran og John skrev sangen sammen med produceren Steve Mac. "Merry Christmas" havde sin debut på toppen af UK Singles Chart den 10. december 2021, og blev dermed Sheerans 12. nummer-et hit og Johns niende nummer-et hit i Storbritannien. Den toppede også hitlisterne i Flandern, Irland, Holland og Schweiz.

## Musikvideo
Den officielle musikvideo til "Merry Christmas" havde premiere på Sheerans YouTube-kanal samtidig med udgivelsen den 3. december 2021. Til annoncering af "Merry Christmas" genskabte de en scene fra den romantiske julekomedie Love Actually, hvor Mark (Andrew Lincoln) ringer på døren hos Juliet (Keira Knightley) med en en stak store kort med tekst på. Videoen indeholder Sheeran og John, der hylder en række scener fra tidligere britiske julehits inklusive "Last Christmas", "Walking in the Air", "I Wish It Could Be Christmas Everyday", "Merry Christmas Everyone" og "Stay Another Day". Adskillige personer havde en cameo i videoen inklusive Jonathan Ross, Michael McIntyre, Big Narstie, Mr. Blobby og The Darkness.

## Hitlister
| Hitliste(2021–2022)                              | Højeste placering |
| ------------------------------------------------ | ----------------- |
| Australien (ARIA)                                | 10                |
| Østrig (Ö3 Austria Top 40)                       | 4                 |
| Belgien (Ultratop 50 Flanderen)                  | 1                 |
| Belgien (Ultratop 50 Vallonien)                  | 11                |
| Canada (Canadian Hot 100)                        | 16                |
| Canada AC (Billboard)                            | 1                 |
| Canada CHR/Top 40 (Billboard)                    | 32                |
| Canada Hot AC (Billboard)                        | 8                 |
| 57                                               |                   |
| Tjekkiet (Rádio Top 100)                         | 21                |
| Tjekkiet (Singles Digitál Top 100)               | 19                |
| Danmark (Track Top-40)                           | 12                |
| Europa (Euro Digital Songs)                      | 1                 |
| Finland (Suomen virallinen lista)                | 10                |
| Frankrig (SNEP)                                  | 26                |
| Tyskland (Official German Charts)                | 4                 |
| 15                                               |                   |
| Ungarn (Rádiós Top 40)                           | 24                |
| Ungarn (Single Top 40)                           | 2                 |
| Ungarn (Stream Top 40)                           | 20                |
| Irland (IRMA)                                    | 1                 |
| Italy (FIMI)                                     | 71                |
| Japan (Japan Hot 100)                            | 77                |
| Latvia (EHR)                                     | 16                |
| Lithuania (AGATA)                                | 14                |
| Mexico Airplay (Billboard)                       | 24                |
| Holland (Dutch Top 40)                           | 1                 |
| Holland (Single Top 100)                         | 11                |
| New Zealand (RIANZ)                              | 11                |
| Norge (VG-lista)                                 | 10                |
| Polen (Polish Airplay Top 100)                   | 24                |
| Portugal (AFP)                                   | 88                |
| Slovakiet (Rádio Top 100)                        | 24                |
| Slovakia (Singles Digitál Top 100)               | 35                |
| South Africa (RISA)                              | 57                |
| South Korea (Gaon)                               | 127               |
| Sverige (Sverigetopplistan)                      | 3                 |
| Schweiz (Schweizer Hitparade)                    | 1                 |
| Storbritannien Singles (Official Charts Company) | 1                 |
| 37                                               |                   |
| USA Billboard Hot 100                            | 55                |
| USA Adult Contemporary (Billboard)               | 1                 |
| USA Adult Top 40 (Billboard)                     | 25                |
| US Holiday 100 (Billboard)                       | 38                |
| USA Mainstream Top 40 (Billboard)                | 36                |

| Hitliste (2021)         | Placeroing |
| ----------------------- | ---------- |
| Hungary (Single Top 40) | 1          |

| Hitliste (2022)                   | Placeroing |
| --------------------------------- | ---------- |
| US Adult Contemporary (Billboard) | 35         |